# Mlyňany
Mlyňany, dříve také Mlýňany, (německy Lindles) jsou katastrální území o rozloze 2,25 km² a zaniklá část města Žlutice (od roku 1960) v okrese Karlovy Vary. Vesnice zanikla v důsledku výstavby vodního díla Žlutice v polovině šedesátých let dvacátého století.

## Historie
První písemná zmínka o vesnici pochází z roku 1379. Ves tehdy byla rozdělená mezi více šlechtických statků, z nichž jeden až do roku 1405 patřil zemanovi Rackovi. V roce 1417, kdy byla poprvé zmíněna zdejší tvrz, na ní sídlil Odolen z Oráčova. 

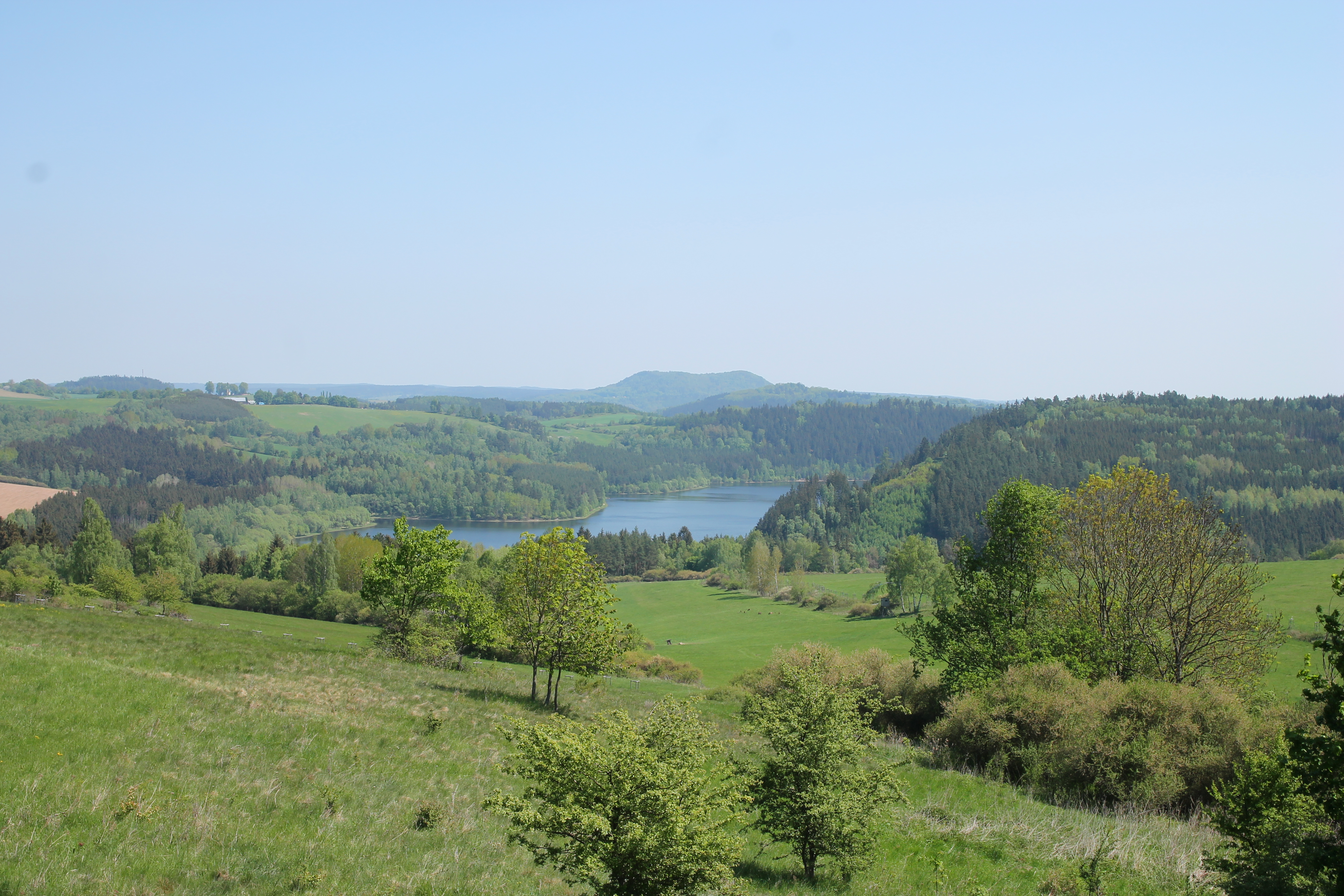
Pohled od jihozápadu do míst, kde stávala ves Mlyňany

Jeho potomci nebo příbuzní zde žili až do roku 1467, kdy Jan z Ejstebna prodal panství žlutickému špitálu. Mlyňanský statek poté patřil mezi významné zdroje městských příjmů. Výnosné byly zejména mlýny. Z nich byl nejvýnosnější Havlův mlýn, který město koupilo po roce 1610 od rytíře Jana Jáchyma z Ratiboře. Stával u Střely na severním okraji vesnice a zanikl ve druhé polovině devatenáctého století. Je možné, že byl pozůstatkem tvrze, protože byl osvobozen od většiny poplatků a povinnost a naopak poddaní z okolních vesnic museli do mlýna vozit dříví nebo jinak pomáhat při jeho údržbě.
Od zavedení obecního zřízení v polovině 19. století byly Mlyňany samostatnou obcí. V letech 1938 až 1945 byly (v důsledku uzavření Mnichovské dohody) přičleněny k nacistickému Německu.
Dne 7. července 1950 byl v lese nedaleko obce zastřelen lesníkem Hynek Horák, který dva dny předtím uprchl z koncentračního tábora Svornost. Ves Mlyňany byla zbořena v 60. letech 20. století kvůli výstavbě přehrady, která se zde uskutečnila mezi roky 1965 až 1968. 

## Obyvatelstvo
Při sčítání lidu v roce 1921 zde žilo 148 obyvatel (z toho 67 mužů) německé národnosti a římskokatolického vyznání. Podle sčítání lidu z roku 1930 měla vesnice 120 obyvatel s nezměněnou národnostní a náboženskou strukturou.
|           | 1869 | 1880 | 1890 | 1900 | 1910 | 1921 | 1930 | 1950 | 1961 |
| --------- | ---- | ---- | ---- | ---- | ---- | ---- | ---- | ---- | ---- |
| Obyvatelé | 135  | 131  | 132  | 128  | 124  | 148  | 120  | 37   | 17   |
| Domy      | 23   | 25   | 27   | 27   | 27   | 26   | 27   | 23   | .    |

## Pamětihodnosti
- Zaniklá kaple sv. Basila z roku 1825[8][9]
- Zaniklý Rábův mlýn[10]
- Zaniklá tvrz neznámé polohy[11]